# Dennevy
Dennevy é uma comuna francesa na região administrativa de Borgonha-Franco-Condado, no departamento Saône-et-Loire. Estende-se por uma área de 4,62 km². Em 2010 a comuna tinha 314 habitantes (densidade: 68 hab./km²).